# Protestas en norte de Chipre de 2011
Las Protestas en norte de Chipre de 2011 fueron una serie de manifestaciones contra las políticas de Turquía sobre Chipre que tuvieron lugar en la parte ocupada de la ciudad capital, Nicosia, Chipre. La primera protesta se llevó a cabo el 28 de enero de 2011.
Después de las reacciones hostiles del primer ministro turco, Recep Tayyip Erdoğan y la sociedad turca, los turcochipriotas organizaron un segundo y tercer mitin con el mismo nombre, el 2 de marzo de 2011 y 7 de abril de 2011. La participación promedio para cada protesta fue entre 50 000 – 80 000 personas, teniendo en cuenta que la población del Norte de Chipre es de aproximadamente 290 000, según los datos del censo, convirtiéndolas en las manifestaciones más grandes de los turcochipriotas después de la ocupación.
Los manifestantes portaban banderas de la República de Chipre y de la Unión Europea, con pancartas exigiendo la reunificación de la isla, y letreros que condenaban la opresión económica, cultural, y social por parte de Turquía sobre el pueblo turcochipriota. Se hicieron intentos infructuosos para colgar la bandera de la República de Chipre en la embajada turca en el mitin final. Las protestas fueron duramente criticadas en Turquía debido a sus cantos agresivos que se hicieron en contra de Turquía y la invasión turca de Chipre.